# Nalgonda
Nalgonda là một thành phố và khu đô thị của quận Nalgonda thuộc bang Andhra Pradesh, Ấn Độ.

## Địa lý
Nalgonda có vị trí 17°03′B 79°16′Đ / 17,05°B 79,27°Đ Nó có độ cao trung bình là 421 mét (1381 foot).

## Nhân khẩu
Theo điều tra dân số năm 2001 của Ấn Độ, Nalgonda có dân số 110.651 người. Phái nam chiếm 51% tổng số dân và phái nữ chiếm 49%. Nalgonda có tỷ lệ 78% biết đọc biết viết, cao hơn tỷ lệ trung bình toàn quốc là 59,5%: tỷ lệ cho phái nam là 84%, và tỷ lệ cho phái nữ là 72%. Tại Nalgonda, 11% dân số nhỏ hơn 6 tuổi.